# 李在田
李在田（イ・ジェジョン、りざいでん、1927年4月29日-2004年6月12日）は、大韓民国の軍人、教育者。最終階級は陸軍中将。
朴正煕暗殺事件当時の大統領警護室次長として知られる。
娘婿にLS電線代表取締役会長の具滋烈。

## 人物
陸士8期卒業。アメリカで軍事訓練を受け、朝鮮戦争では現場指揮官として朝鮮民主主義人民共和国と戦うと共に、自分の部隊の兵卒に識字教育を実施した。
当時の教育水準では、漢字教育はおよそ不可能であり、ハングル教育に限定されたが、ハングルの読み書きが出来る兵卒と出来ない兵卒とを組ませ、3ヵ月後に学習成果が上がらない場合には処罰した。
准将だった1966年より陸軍本部作戦部長に就任し、軍人服務規律（군인 복무 규율）を作成。また北朝鮮の労農赤衛隊制度に注目した李は、朴慶錫中佐らとイスラエルやスイスを参考にした予備軍制度を提案したが、当時の軍上層部からはさほど相手にされなかった。
しかしその2年後、青瓦台襲撃未遂事件が発生。第1軍参謀であった李は唯一捕虜となった金新朝朝鮮人民軍少尉に射殺した兵士の身元確認を行わせた。
これを重く見た軍部は間もなく郷土予備軍の設立に踏み切った。
第6軍団長、大統領警護室次長であったが朴正煕大統領の暗殺を防げなかった責任を取り予備役に編入。
退役後は、盛業工事（現韓国資産管理公社）社長や2代目戦争記念館館長を務める傍ら、漢字振興会長として漢字復活運動を開始。道路標識や鉄道駅・バス停留所の看板に漢字を併記させることを勝ち取った。
ハングル専用派に気兼ねする教育部を相手にせず、陸軍士官学校の後輩として睨みが利く国防長官を通し、徴兵された若者に軍隊内での漢字学習と漢字使用を強制しようとしたが、計画が実行に移される前に大腸癌のため死亡した。

## 年譜
- 1949年 - 陸軍士官学校卒業（第8期）
- 1966年 - 陸軍本部作戦部長
- 1967年 - 陸士生徒隊長
- 1968年 - 第1軍参謀
- 1969年 - 第7歩兵師団長
- 1970年 - 韓米第1軍団（朝鮮語版）副軍団長
- 1974年 - 合同参謀本部（朝鮮語版）長（対スパイ対策本部長）
- 1975年 - 第6軍団長
- 1978年 - 大統領警護室次長（朝鮮語版）
- 1990年 - 漢字振興会会長
- 1994年 - 戦争記念事業会会長（～1998年）
- 1996年 - 戦争記念館館長

## 著書・論文
- 「参謀組織および手順の変遷」（참모 편성 및 절차의 변천、1961年）
- 「大量破壊が心理的に及ぼす影響」（대량살상이 심리적으로 미치는 영향、61年）
- 「指揮の注意」（지휘의 참고、65年）
- 「軍人服務規律の解説」（군인복무규율 해설、67年）
- 「6日戦争」（6일 전쟁、翻訳書・70年、大韓公論社）
- 「旧日本軍統帥参考および作戦要務令訳編」（구 일본군 통수 참고 및 작전요무령 역편、68年）
- 「自主国防と国防費」（자주국방과 국방비、75年）
- 「合同参謀将校服務指針」（합동참모장교 복무지침、78年）
- 「かわいい子女に漢字教育を」（귀여운 子女에게 漢字敎育을、89年）[4]

## 登場作品
- 『第4共和国』（1995年、MBC） - 演：キム・ホヨン（朝鮮語版）
- 『第5共和国』（2005年、MBC） - 演：ソン・ミンヒョン（朝鮮語版）